# Carlo Orlandi
Carlo Orlandi (23 de abril de 1910 - 29 de julio de 1983) fue un boxeador italiano que ganó una medalla de oro en los Juegos Olímpicos de 1928. En 1929, Orlandi se convirtió en profesional. Durante la década de 1930, Orlandi tuvo los títulos ligeros italianos y europeos. Luego ganó el título de peso wélter italiano en 1941 y se retiró en 1944. Orlandi era sordo de nacimiento.  

## Récord olímpico de boxeo
Aquí está el récord de boxeo olímpico de Carlo Orlandi, que compitió por Italia en la división de peso ligero del torneo de boxeo olímpico de 1928: 
- Ronda de 32: adiós
- Ronda de 16: derrotó a Roberto Sanz de España por puntos
- Cuartos de final: derrotó a Cecil Bissett de Rhodesia por un nocaut en la primera ronda
- Semifinal: derrotó a Hans Jacob Nielsen de Dinamarca por decisión
- Final: derrotó a Stephen Halaiko de los Estados Unidos por decisión (ganó la medalla de oro)